# Torben Schioler
Torben Schioler, auch Torben Schiøler (1939 oder 1940 in Dänemark, – 16. Mai 2007 in Spanien) war ein kanadischer Filmeditor und Filmregisseur, vorwiegend im Bereich des Dokumentarfilms.

## Leben und Werk
Die Filmkarriere von Torben Schioler begann Anfang der 1970er Jahre, zunächst als Filmeditor. Schon einer der ersten Filme, an denen er mitarbeitete, Sad Song of Yellow Skin (1970), brach mit der Tradition des National Film Board of Canada (NFB), abgesehen von Auftragsfilmen für die Vereinten Nationen nur Dokumentarfilme zu produzieren, die einen eindeutig kanadischen Inhalt haben. Neu war auch, dass der Kommentar in der ersten Person gesprochen wurde, weshalb CBC, die staatliche Rundfunkgesellschaft Kanadas, sich weigerte, ihn auszustrahlen.
Im gleichen Jahr war er an Don’t Knock the Ox beteiligt, seiner ersten Zusammenarbeit mit Tony Ianzelo. Diese setzte sich mit Goodbye Sousa und Kalte Reise fort. 1977 produzierten die beiden zusammen High Grass Circus, in dem sie einen Tag lang den damals einzigen noch bestehenden mit einem Zirkuszelt reisenden Zirkus Kanadas begleiteten. Mit diesem Film, bei dem sie sich auch die Regie teilten, waren sie 1978 zusammen mit Bill Brind für einen Oscar in der Kategorie Bester Dokumentarfilm nominiert. Bei dem gleichzeitig veröffentlichten Film Little Big Top handelt es sich um eine Kurzversion von High Grass Circus. Alle diese Filme wurden vom NFB vertrieben, für das Schioler tätig war. Danach war Torben Schioler noch bis mindestens 1998 als Filmeditor tätig.
Torben Schioler und seine Frau Karen Capen-Schioler, die ebenfalls beim NFB tätig war, hatten zwei Kinder.

## Filmografie (Auswahl)
- 1970: Sad Song of Yellow Skin
- 1970: Don’t Knock the Ox
- 1973: Goodbye Sousa
- 1975: Kalte Reise (Cold Journey)
- 1977: High Grass Circus (auch Regie und Produktion)
- 1977: Little Big Top (auch Regie)
- 1994: The Tribal Mind (auch Regie)

## Werk
- Relative Exposures – Felling the Family Tree. Woodley & Watts, Montreal 1998, ISBN 0-9698972-2-7 (englisch, zusammen mit David Elkins).